# مناخ معتدل

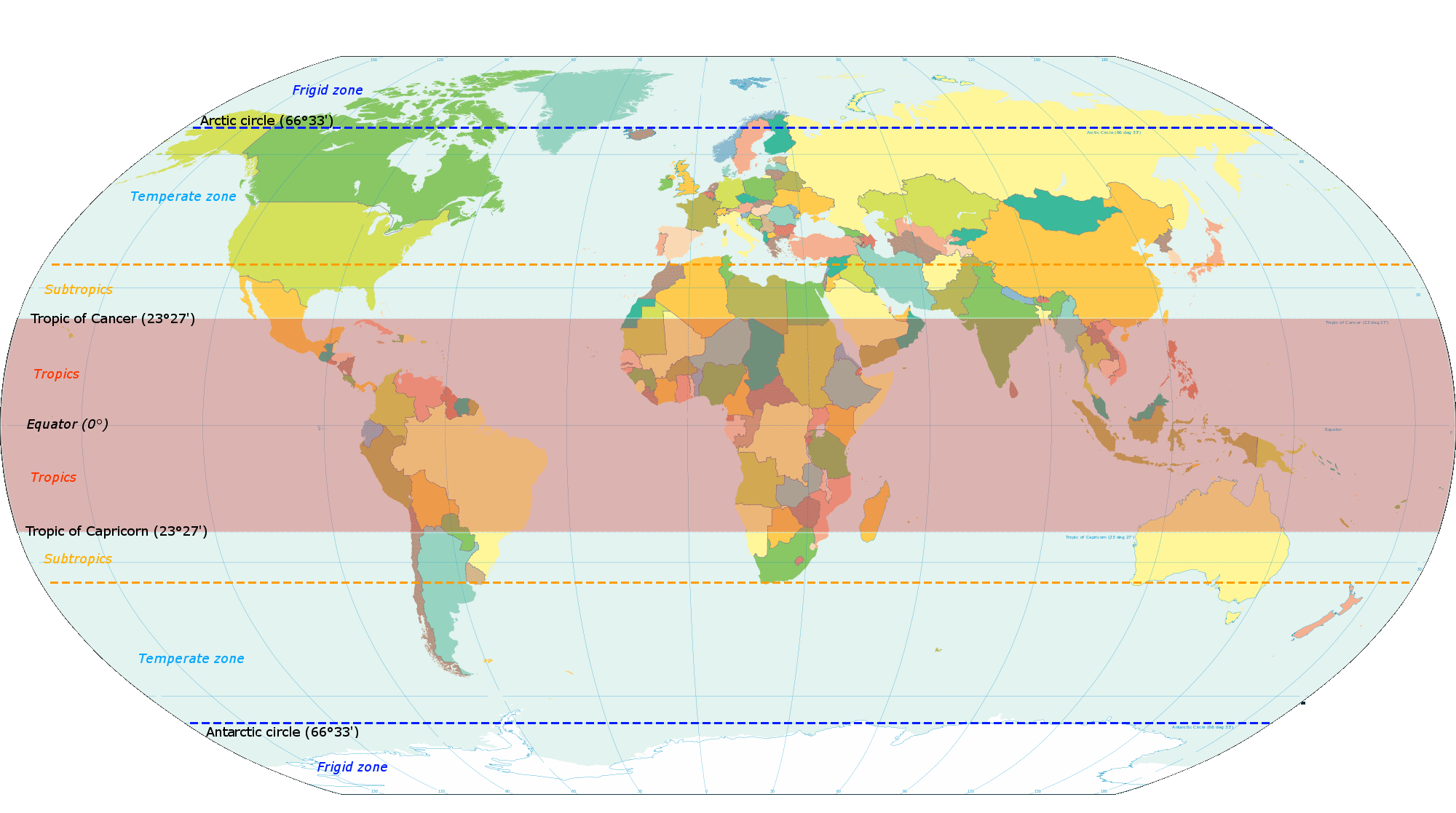
النطاقات الجغرافية المختلفة

خريطة بتصنيف كوبن للمناخ محدثة

في الجغرافيا، العروض المعتدلة أو الفاترة للأرض تربط بين المناطق المدارية والمناطق القطبية. تطرأ على هذه المناطق تغيرات كثيرة في درجات الحرارة على مدار السنة وتقلبات ملحوظة بين الفصول مقارنة بمناخ مداري حيث هذه التغيرات عادة أكثر اعتدالاً.

## النطاقات والمناخات
يمتد النطاق المعتدل الشمالي من مدار السرطان (تقريباً 23.5° شمالاً) إلى الدائرة القطبية الشمالية (تقريباً 66.5° شمالاً). أما النطاق المعتدل الجنوبي فيمتد من مدار الجدي (تقريباً 23.5° جنوباً) إلى الدائرة القطبية الجنوبية (تقريباً 66.5° جنوباً).

في بعض تصنيفات المناخ، غالبا ما يقسم النطاق المعتدل إلى مناخات أصغر حسب خط العرض. يتضمن ذلك المناخ الرطب الشبه المداري، المناخ المتوسطي، المناخ المحيطي، المناخ القاري.
يوجد المناخ شبه المداري على العموم بين 23.5° و35.0° شمالاً أو جنوباً على المناطق الشرقية للكتل القارية. فصل الصيف بهذا المناخ طويل وحار، وشتاء قصير ورطب مع معدل تساقطات مطرية سنوي مركز في الجزء الأدفئ من السنة. ويوجد هذا المناخ في شرق آسيا، جنوب شرقي الولايات المتحدة، أجزاء من شرق أستراليا وساحل أمريكا الجنوبية.
يقع المناخ المتوسطي عموماً بين 30° و42° شمالاً وجنوباً، على الجانب الغربي للقارات، وهو ذو صيف حار وطويل وشتاء بارد ورطب، أما بالنسبة للتساقطات الموسمية فهذا المناخ عكس المناخ الرطب الشبه المداري، حيث يكون عاديا وجود تساقط مطري بشتاء دافئ. يقع هذين المناخين على حواف البحر المتوسط، غرب أستراليا، كاليفورنيا وأقصى جنوب جنوب أفريقيا.
وكذلك ينتمي ضمن هذا المناخ المناخ المحيطي، الذي يقع ضمن أوروبا الغربية، شمال غربي أمريكا الشمالية وأجزاء من نيوزيلندا. أما المناخ القاري فهو يقع بين العروض 35° أو 40° و55°، التي تنتمي كذلك للنطاق المعتدل.
معظم سكان الأرض يعيشون في النطاقات المعتدلة، خصوصاً في نصف الكرة الشمالي، نظراً لمساحة الأرض الواسعة. أغنى المناطق النباتية المعتدلة في أفريقيا الجنوبية، حيث ما يقارب 24,000 نوع مسجل.

### الفلاحة
الزراعة هي النشاط الممارس على نطاق واسع في المناخات المعتدلة نظرا للتساقطات الكافية والصيف الدافئ. ولأن معظم النشاط الفلاحي يكون في الربيع والصيف، فإن الشتاء البارد له تأثير صغير على المنتوج الفلاحي، وذلك بحيث أن الصيف أو الشتاء القاسيان لهما تأثير ضخم على الإنتاجية الفلاحية.

### التمدن
غالبية سكان الأرض يقطنون في المناخات المعتدلة، حيث وجود المدن الكبيرة. هناك عوامل كثيرة هي السبب في اختلاف المنظر المدني لهذا المناخ عن المنظر القروي، حيث احترار المناخ المعتدل في المدينة عن المناطق المحيطة به سبب من الأسباب، ثم عامل الثلوث.